# Kvadratna nejednadžba
Pod kvadratnom nejednadžbom podrazumijevamo nejednadžbu u kojoj se nepoznata veličina pojavljuje pod znakom potencije 2.

## Kvadratna nejednadžba

### Kvadratna nejednadžba gdje jeb=0{\displaystyle b=0}
Kvadratnu nejednadžbu gdje je b = 0 možemo prikazati, na primjer, u obliku:
{\displaystyle ax^{2}+c>0\,}
iz čega slijedi da je: 
{\displaystyle x^{2}>-{\frac {c}{a}}\,}
Ako su oba člana a i c pozitivna ili negativna, tada nejednadžba neće imati rješenje u skupu realnih brojeva. Ako je točno jedan od članova negativan (odnosno pozitivan), nejednadžba će imati kao rješenje skup svih vrijednosti x iz intervala:
{\displaystyle \left\langle +{\sqrt {\frac {c}{a}}},+\infty \right\rangle } i
{\displaystyle \left\langle -\infty ,-{\sqrt {\frac {c}{a}}}\right\rangle },
Primjer:
Neka je zadana nejednadžba: 
{\displaystyle 2x^{2}-8>0\,} .
Rješavajući jednadžbu nalazimo, redom:
{\displaystyle 2x^{2}>8\,}
{\displaystyle x^{2}>4\,}
{\displaystyle |x|>2\,},
gdje se skup svih vrijednosti x koje udovoljavaju početnoj nejednadžbi nalazi unutar intervala
{\displaystyle \left\langle +2,+\infty \right\rangle } i
{\displaystyle \left\langle -\infty ,-2\right\rangle },

### Kvadratna nejednadžba gdje je c=0
Kvadratnu nejednadžbu gdje je c=0 možemo prikazati, na primjer, u obliku:
{\displaystyle ax^{2}+bx>0\,}
što se može prikazati i kao:
{\displaystyle x(ax+b)>0\,}.
Gornji uvjet je ispunjen u dva različita slučaja:
{\displaystyle a)\,}{\displaystyle x>0\,} i {\displaystyle (ax+b)>0\,} te
{\displaystyle b)\,}{\displaystyle x<0\,} i {\displaystyle (ax+b)<0\,}
odakle se može zaključiti o intervalu unutar kojeg se nalazi skup svih vrijednosti x koje udovoljavaju nejednadžbi.
Primjer:
Neka je zadana nejednadžba:
{\displaystyle x(3x+12)<0\,}.
Gornji uvjet je ispunjen u dva različita slučaja:
{\displaystyle a)\,}{\displaystyle x<0\,} i {\displaystyle (3x+12)>0\,} i
{\displaystyle b)\,}{\displaystyle x>0\,} i {\displaystyle (3x+12)<0\,}
gdje iz
a) slijedi da mora biti x<0 i x>-4, te iz
b) slijedi da mora biti x>0 i x<-4
Uvjet pod b) je nemoguć, a uvjet pod a) daje sve vrijednosti x za koje je nejednadžba rješiva, gdje se skup vrijednosti x nalazi unutar intervala:
{\displaystyle \left\langle -4,0\right\rangle }.

### Kvadratna nejednadžba sa svim članovima
Kvadratnu nejednadžbu sa svim članovima, oblika:
{\displaystyle ax^{2}+bx+c\leq 0\,} ili
{\displaystyle ax^{2}+bx+c\geq 0\,}
najlakše je riješiti na način da se nađe rješenje odgovarajuće kvadratne jednadžbe:
{\displaystyle ax^{2}+bx+c=0\,}
da se odredi graf funkcije:
{\displaystyle y=ax^{2}+bx+c\,}
te da se tada iz grafa funkcije odredi za koje intervale vrijednosti x je funkcija veća od nule, jednaka nuli ili manja od nule u sukladnosti sa zadatkom.
Primjer:
Neka je zadana nejednadžba:
{\displaystyle x^{2}-x-2\leq 0\,}.
U cilju nalaženja svih vrijednosti x koje koje udovoljavaju nejednadžbi, nalazimo najprije rješenje jednadžbe:
{\displaystyle x^{2}-x-2=0\,}
gdje su rješenja: 
{\displaystyle x_{1}=2,x_{2}=-1\,}.
Razmatrajući funkciju (slika desno):
{\displaystyle y=x^{2}-x-2\,},
zaključujemo da su rješenja kvadratne jednadžbe nultočke {\displaystyle (2,0)} i {\displaystyle (-1,0)} grafa funkcije .
Za sve vrijednosti x za koje je i vrijednost funkcije manja ili jednaka nuli bit će ispunjen uvjet dat u nejednadžbi da je:
{\displaystyle x^{2}-x-2\leq 0\,}
Sve vrijednosti x iz intervala: {\displaystyle \left\lbrack -1,+2\right\rbrack }
bit će zato skup vrijednosti rješenja zadane nejednadžbe.  
Kvadratna nejednadžba samo je poseban slučaj polinomne nejednadžbe n-tog reda za n=2, gdje se takva nejednadžba općenito može riješiti ako se mogu naći ishodišta odgovarajuće polinomne funkcije.